# 令義解
『令義解』（りょうのぎげ）とは、養老令に定準を設けるために、833年（天長10年）に淳和天皇の勅により右大臣清原夏野を総裁として、文章博士菅原清公、明法博士 讃岐公永直ら12人によって撰術された解釈書で30篇、全10巻あったが、そのうち21篇が伝わる。令集解から7篇を抽出でき、残る2篇も近世以来逸文が収集されている。国史大系本も含め、現在入手できるのはこの輯佚書を含んだものである。
養老令が失われたため、この書物によって大宝令・養老令が伝えられている。同じく養老令の注釈書である『令集解』（惟宗直本の私撰注釈書）と違って、こちらには法的効力（官撰注釈書）がある。
体裁は令本文を大字で掲げ、義解を語句の間に細字双行で加える。

## 編纂者
- 漢部松長（大初位下・明法得業生）
- 川枯勝成（従八位上・判事少属）
- 讃岐永直（従六位下・左少史兼明法博士・勘解由判官）
- 小野篁（従五位下・大宰少弐）
- 善道真貞（正五位下・阿波守）
- 興原敏久（正五位上・大判事）
- 藤原衛（従四位下・刑部大輔兼伊予守）
- 藤原雄敏（従四位下・勘解由長官）
- 菅原清公（正四位下・左京大夫兼文章博士）
- 藤原常嗣（従四位下・参議・右大弁兼下野守）
- 南淵弘貞（従三位・参議・刑部卿兼信濃守）
- 清原夏野（正三位・右大臣兼左近衛大将）

## 刊行本
- 黒板勝美 編『令義解』 第22、国史大系刊行会〈新訂増補 国史大系〉。
- 『新訂増補国史大系 22.律･令義解』 吉川弘文館
- 『国史大系』 第12巻・令義解、経済雑誌社、1900年。（国立国会図書館デジタルコレクション）